# Columbia Inferno
Columbia Inferno var ett amerikanskt professionellt ishockeylag som spelade i den nordamerikanska ishockeyligan ECHL mellan 2001 och 2008. De spelade sina hemmamatcher i inomhusarenan Carolina Coliseum, som ligger i Columbia i South Carolina. Laget var samarbetspartner med Vancouver Canucks och Toronto Maple Leafs i National Hockey League (NHL). Inferno lyckades aldrig vinna Kelly Cup, som är trofén som ges ut till det vinnande laget av ECHL:s slutspel.
De har haft spelare som Alex Auld, Eric Boulton, Julien Brouillette, Alex Burrows, Fjodor Fjodorov, Ryan Gunderson, Jani Hurme, Mike Minard och Bryan Rodney.